# Коджамбакская волость
Коджамба́кская во́лость — административно-территориальная единица в составе Евпаторийского уезда Таврической губернии. Занимала западную часть современного Первомайского и восточную Раздольненского районов.
Образована в результате земской реформы 1890-х годов, которая в Евпаторийском уезде прошла позже 1892 года, в основном, из деревень упразднённой Биюк-Асской и Абузларской волостей (в границах 1860 года).

## Состояние на 1900 год
По «Памятной книжке Таврической губернии на 1900 год» население составило 4 863 человек в 63 населённых пунктах. В волости было 52 деревни, из них 49 населённые и 3 разорённые — Калмукары, Кипчак-Самарчик и Чинке.
Также на 1900 год в волости числились 5 усадеб — Башбек (101 чел.), Бекотан Конрат — (131 чел.), Безукуй (15 чел.), Сарыбулат (86 чел.), Ташкую Кенегез (18 чел.); 6 хуторов — Ибрагим-Конрад (70 чел.), Ички (5 чел.), Кереит (47 чел.), Кизильбай (139 чел.), Кульсеит (43 чел.), Оймамшак (71 чел.);

## Состояние на 1915 год
По Статистическому справочнику Таврической губернии. Ч.II-я. Статистический очерк, выпуск пятый Евпаторийский уезд, 1915 год, в Коджамбакской волости Евпаторийского уезда числилось 97 различных поселений, из них 17 сёл, в которых проживало 7794 человека приписных жителей и 2713 — «посторонних»:

| - Абай-Смаил — 88/28 чел. - Аип— 284/0 чел. - Ак-Шеих — 50/63 чел. - Асс-Биюк — 302/0 чел. - Атай — 234/28 чел. | - Атай (Ново-Васильевка) — 46/21 чел. - Башбек — 70/23 чел. - Баясыт (вакуф) — 90/0 чел. - Бузав-Актачи — 63/85 чел. - Биюк-Бузав — 194/85 чел. - Джелаир (вакуф) — 15/17 чел. | - Коджамбак — 130/62 чел. - Кучук-Асс (вакуф) — 236/0 чел. - Расс-Болатчи — 122/9 чел. - Тереклы-Китай — 37/48 чел. - Фёдоровка — 82/0 чел. - Эски-Али-Кеч — 208/42 чел. |

Также числилась 22 деревни:

| - Аджи-Атман-Биюк — 221/48 чел. - Ак-Шеих — 70/0 чел. - Аманшта (вакуф) — 84/0 чел. - Баясыт (сельской общины) — 74/0 чел. - Кара-Найман татарский — 290/0 чел. - Кизиль-Бай — 127/0 чел. - Копкары — 173/14 чел. - Кульсеит (вакуф) — 81/0 чел. | - Монай (вакуф) — 28/18 чел. - Монай Новый — 85/90 чел. - Муний — 53/32 чел. - Мунус Новый — 20/11 чел. - Мурзабек — 182/0 чел. - Сарыбаш — 138/102 чел. - Семен — 89/39 чел. | - Суэрек — 10/21 чел.\ - Тогайлы — 51/22 чел. - Улан-Эли — 109/13 чел. - Черкез (вакуф) — 92/9 чел. - Черкез татарский — 20/104 чел. - Черкез немецкий — 30/22 чел. |

7 посёлков, из них 5 назывались Айкаул (от № 1 до № 5), также Григорьевка и Константиновка;
- имения: Азгана-Кары, Аманша — 2 штуки и Байгонды, Бай-Оглу-Кипчак, Бамут, Бекотан, Бекотан Конрат, Белорусовка, Джалаир Новый, Кара-Найман, Кульджанай, Мунус — 4 шт., Ново-Андреевка, Оймамшак, Ток-Шеих;
- хутора: Башбек, Боташ, Буззукой, Ибрагим-Конрат, Кадыш, Калму-Кары, Кара-Отар, Кереит, Кереит-Ташкую, Кирк-Чолпан — 2 шт., Кульсеит, Кучук-Китай (вакуф), Мунус, Ново-Захаровка, Нурали, Сары-Булат, Южная Поляна, Ясная Поляна;
- экономии Копкары, Огуз-Оглу, Расс, Ташкую-Кенегез, Темир-Булат, Чинке, Шигай, пристань Сары-Булат и соляной промысел при Тенизском озере.